# Stracchino
Lo stracchino (strachín in lombardo) è una tipologia di formaggio italiano a pasta molle e cruda e di breve stagionatura prodotto con latte vaccino intero, che può essere latte crudo (tipicamente, quelli prodotti in malga o alpeggio) oppure a latte pastorizzato, comunque sempre intero (una variante di stracchino è preparata con latte bufalino o con latte di capra), presentandosi come un formaggio grasso e morbido, con crosta spesso sottile e tenera (pelle) diventando crosta dopo stagionatura di alcune settimane, dal colore bianco. Sono esempi di stracchino la crescenza, la robiola, il taleggio, lo strachitunt, il gorgonzola e il salva cremasco.
Nell'alto Verbano, nell'Oltrepò Pavese, nelle province di Piacenza e Cremona, in provincia di Sondrio e nelle valli del Canton Ticino il nome di "stracchino" viene usato anche per indicare il gorgonzola. Oltre alla Lombardia, anche la Toscana lo ha inserito nell'elenco dei prodotti agroalimentari tradizionali italiani.

## Etimologia
Prodotto originariamente in Lombardia, l'etimologia del nome viene riferita all'utilizzo del latte proveniente da mucche "stanche" per la transumanza al fondovalle dopo l'alpeggio estivo: tornando stanche dal pascolo estivo negli alpeggi, essendo quindi "stracche", producevano poco latte, con il quale i pastori facevano appunto questo formaggio, lo stracchino.
Dubbiosa e abbastanza fantasiosa appare un'altra versione, non accreditata, per la quale l'origine del termine starebbe nell'uso di latte di mucche alimentate in inverno con erba ottenuta grazie alle marcite, quindi povera di nutrimento. I monaci cistercensi (provenienti dalla Francia), che avevano fondato le abbazie a sud di Milano, avevano insegnato ai contadini la canalizzazione delle acque per evitare il ristagno di acqua paludosa, origine principale della malaria. Inoltre avevano trasmesso anche le tecniche delle "marcite", campi dove l'acqua, scorrendo in continuazione, non gelava e quindi consentiva un taglio aggiuntivo dell'erba in inverno per fornire un supplemento al fieno. Il latte, che veniva ottenuto in questo modo dalle mucche in inverno, era povero di contenuti e forniva un formaggio "stanco" o "strach"; di qui il nome "stracchino" ("strachin" in lombardo).
Secondo un'altra etimologia, stracchino deriverebbe invece da straccare, cioè far perdere il siero al latte: stracchino indicherebbe in tal caso un formaggio prodotto con un latte prosciugato dal siero.

## Crescenza
La crescenza è un particolare stracchino di tipo "freschissimo", in pratica senza la stagionatura dei 20-60 giorni canonici degli stracchini ordinari. Si presenta senza pelle, cremoso e spalmabile e, a volte, è a latte parzialmente scremato. La maturazione è di qualche giorno. Deve essere rispettata la catena del freddo di conservazione sino al consumo.